# Martha Tenorio
Martha Tenorio Pancar (Salcedo, 6 de agosto de 1966) é uma ex-fundista equatoriana.
Participou de três Jogos Olímpicos representando o Equador em provas de fundo do atletismo, especialmente maratonas, Barcelona 1992, Atlanta 1996 e Sydney 2000. Nestes últimos foi a porta-bandeira da delegação equatoriana na Parada das Nações na abertura dos Jogos.
No Brasil, Martha venceu duas Corrida de São Silvestre num espaço de dez anos, em 1987 e 1997. Atleta que por vários anos disputou e venceu várias provas no país além da São Silvestre, como a Maratona de Brasília, tornou-se tão popular entre o público brasileiro que, participando pela última vez na carreira dos 10.000 m em pista, nos Jogos Pan-americanos de 2007, no Rio de Janeiro, foi aplaudida de pé pelo público presente no Estádio Engenhão, ao cruzar a linha de chegada em último lugar, mais de uma volta atrás da vencedora, aos 42 anos de idade.